# Guy Berryman
Pour les articles homonymes, voir Berryman.
Guy Rupert Berryman, né le 12 avril 1978 à Kirkcaldy dans le Fife (Écosse), est un musicien, auteur-compositeur et producteur britannique.
Il est surtout connu pour être le bassiste du groupe Coldplay.

## Biographie
Guy Berryman est né à Kirkcaldy dans la région du Fife en Écosse d'où il déménage à 12 ans pour aller s'installer dans le Kent, en Angleterre.
A l'âge de 16 ans, il joue de la guitare basse et grandit tout en écoutant du funk et du groove, collectionnant les éditions rares de ce type de musique. Ses principales influences musicales sont entre autres James Brown, les Beatles, Kool & The Gang, Pink Floyd, Lyn Collins, Maceo Parker et les JBs... mais c'est également un grand fan de Captain America et de Space Invaders.
Inscrit à l'université de Londres, il étudie dans un premier temps l'ingénierie, jouant en parallèle de la trompette et des percussions dans un groupe du nom de Tie Out. Rencontrant des difficultés dans ses études, il s'oriente alors vers l'architecture, qu'il abandonne finalement au bout d'une année pour uniquement se concentrer sur son métier de bassiste au sein d'un nouvel ensemble : Coldplay. Alors que les autres membres poursuivent leurs études. Berryman, entre autres, travaille en tant que barman dans le pub de son quartier.
Possédant un jukebox de style rétro et collectionnant les singles 7", il est également passionné d'anciennes voitures et aime aller chiner dans les brocantes. Intéressé par les vieux meubles et les vieux appareils photo, il est passionné par la photographie. De ce fait, il a un magasin de brocantes à Londres.
Il est aussi mis en maison de disques chez Universal Music 
Plus connu comme le "mouton noir" du groupe, selon les Britanniques qui ne le connaissent pas, il est généralement considéré comme le moins bavard des quatre membres du groupe, mais malgré sa timidité médiatique, il reste passionné par tout ce qu'il entreprend.
Il est d'ailleurs très discret sur sa vie privée, ce qui n'a pas empêché la publication d'un article sur lui dans MSN UK, en avril 2008, où il était désigné comme étant le quatrième homme de moins de 30 ans le plus riche du Royaume-Uni. En effet, sa fortune est actuellement estimée à 25 millions de Livres.
Lors d'une interview il indique que le musicien l'ayant le plus influencé dans l'apprentissage de la basse est Michael Jackson notamment grâce à Billie Jean. Il est aussi un grand fan des Beatles, et de Genesis.
Depuis 2008 il fait également partie du supergroupe Apparatjik.

## Vie personnelle
C'est au cours d'une cérémonie très simple qu'il s'est marié en 2004 avec son amour de jeunesse, Joanna Briston, responsable d'un magasin de mode du nom de Jezebell à Londres, où le groupe s'est d'ailleurs rendu lors de l'inauguration.
De cette union est née une fille nommée Nico le 17 septembre 2006.
Après trois ans d'union ils ont divorcé en mars 2007.

## Autres activités professionnelles
Il lance en 2020 le label vintage Applied Art Forms, dont il est directeur artistique.